# Liste des expéditions de Mahomet
Cette liste des expéditions de Mahomet, inclut également une liste des batailles de Mahomet et comporte des détails concernant les pertes humaines, les objectifs, et la nature des expéditions militaires ordonnées par le prophète islamique Mahomet, de même que les sources primaires qui font mention des expéditions. Une série de détails sont évoqués pour justifier chaque meurtre et pillage de la part de Mahomet et de ses hommes.

## Liste des expéditions
Clé/Légende
- En gris, expéditions qu'il a ordonnées, mais auxquelles il n'a pas pris part
- En rose, expéditions qu'il a ordonnées et auxquelles il a pris part

| N°  | Nom                                                       | Date                     | L'ordre de Mahomet et la raison de l'expédition | Description des pertes humaines | Sources primaires notables |
| --- | --------------------------------------------------------- | ------------------------ | --- | --- | --- |
| 1   | Raid de la caravane Al Is                                 | 623,                     | Faire un raid sur la caravane Quraysh pour se libérer eux-mêmes de la pauvreté | - Aucune | - Ibn Ishaq, Sirat Rasul Allah |
| 2   | Raid de la Caravane Batn Rabigh                           | 623,                     | Faire un raid sur la caravane Quraysh pour se libérer eux-mêmes de la pauvreté, | - Aucune, la caravane est partie | - Sahih al-Bukhari « 5:57:4 »(Archive.org • Wikiwix • Archive.is • Google • Que faire ?) (consulté le 7 mai 2013) - Ibn Sa'd, Kitab al-tabaqat al-kabir, Volume 2 |
| 3   | Raid de la caravane Kharar                                | Mai & juin 623,          | Attaquer une caravane Quraysh | - Aucune, la caravane est partie | - Ibn Sa'd, Kitab al-tabaqat al-kabir, Volume 2 |
| 4   | Invasion de Waddan                                        | Août 623,                | Attaquer une caravane Quraysh qui comprend des chameaux, | - Inconnue | - Ibn Hichâm et Ibn Ishaq, Sirat Rasul Allah |
| 5   | Invasion de Buwat                                         | October 623,             | Faire un raid sur la caravane Quraysh qui comprenait 200 chameaux, | - Aucune, la caravane est partie | - Sahih Muslim « 5:57:4 »(Archive.org • Wikiwix • Archive.is • Google • Que faire ?) (consulté le 7 mai 2013) - Ibn Hichâm & Ibn Ishaq, Sirat Rasul Allah |
| 6   | Invasion de Dul Ashir                                     | Décembre 623             | Attaquer une caravane Quraysh | - Aucune, la caravane est partie, | - Ibn Hichâm & Ibn Ishaq, Sirat Rasul Allah |
| 7   | Invasion de Safwan                                        | 623                      | Pour poursuivre Kurz bin Jabir Al-Fihri qui était à la tête d'un petit groupe qui pillait les animaux de Mahomet | - Aucune, l'ennemi s'est échappé | - Ibn Hichâm & Ibn Ishaq, Sirat Rasul Allah |
| 8   | Raid de Nakhla                                            | Janvier 624              | Attaquer une caravane Quraysh et obtenir des informations, | - Musulmans : 0 victime - Non-musulmans : 1 tué, 2 capturés                                                                                   | - Le Coran, « La Vache », II, 217, (ar) البقرة, - Ibn Hichâm, Sirat Rasul Allah |
| 9   | Bataille de Badr                                          | Mars 624                 | Faire un raid sur une caravane Quraysh transportant 50 000 dinars d'or gardés par 40 hommes, et consolider la position politique, économique et militaire musulmane | - Musulmans : 14 tués - Non-musulmans : 70 tués, 30-47 capturés                                                                               | - Le Coran, « Le Butin », VIII, 47, (ar) الأنفال, Le Coran, « La Plume », LXVIII, 25, (ar) القلم, Le Coran, « Le Butin », VIII, 5, (ar) الأنفال, Le Coran, « Le Butin », VIII, 6, (ar) الأنفال et plus - Sahih al-Bukhari, Sunan Abi Dawood - Ibn Hichâm et Ibn Ishaq, Sirat Rasul Allah |
| 10  | Assassinat de Asma bint Marwan                            | Janvier 624              | Tuer 'Asma' bint Marwan pour s'être opposé à Mahomet par le biais de la poésie et pour avoir incité d'autres à l'attaquer | - Asma' bint Marwan assassiné | - Ibn Hichâm et Ibn Ishaq, Sirat Rasul Allah - Ibn Sa'd, Kitab al-tabaqat al-kabir, Volume 2 |
| 11  | Assassinat de Abu Afak                                    | Février 624              | Tuer Abu Afak pour s'être opposé à Mahomet à travers la poésie | - Abu Afak assassiné | - Ibn Hichâm & Ibn Ishaq, Sirat Rasul Allah - Ibn Sa'd, Kitab al-tabaqat al-kabir, Volume 2 |
| 12  | Invasion de Sawiq                                         | 624                      | Poursuivre Abu Sufyan pour avoir tué deux musulmans et brûlé un champ de céréales | - 2 musulmans tués | - Ibn Hichâm et Ibn Ishaq, Sirat Rasul Allah - Ibn Sa'd, Kitab al-tabaqat al-kabir, Volume 2 |
| 13  | Invasion de Banu Qaynuqa                                  | Fevrier 624              | Attaquer les Juifs de Banu Qaynuqa pour avoir prétendument brisé le traité connu sous le nom de la Constitution de Médine en épinglant les vêtements d'une femme musulmane, ce qui conduit à ce qu'elle soit mise à nu | - Inconnue, des tueries de vengeance | - Le Coran, « Le Butin », VIII, 58, (ar) الأنفال, Le Coran, « La Famille d’Imran », III, 118, (ar) آل عمران,, Le Coran, « La Famille d’Imran », III, 12, (ar) آل عمران, Le Coran, « La Famille d’Imran », III, 13, (ar) آل عمران - Sahih Muslim « 19: »(Archive.org • Wikiwix • Archive.is • Google • Que faire ?) (consulté le 7 mai 2013) - Ibn Sa'd, Kitab al-tabaqat al-kabir, Volume 2 - Tabari, Volume 7, The foundation of the community |
| 14  | Invasion de Al Kudr                                       | Mai 624                  | Attaque surprise sur la tribu Banu Salim suspectée de planifier une attaque sur Médine | - Inconnue | - Ibn Hichâm & Ibn Ishaq, Sirat Rasul Allah |
| 15  | Invasion de Dhi Amr                                       | Septembre 624,           | Faire un raid sur les tribus Banu Muharib et Banu Talabah après qu'il a reçu des informations suivant lesquelles elles étaient apparemment sur point de lancer un raid sur les banlieues de Médine | - 1 capturés par les Musulmans | - Le Coran, « La Table », V, 11, (ar) المائدة - Sahih al-Bukhari « 5:59:458 »(Archive.org • Wikiwix • Archive.is • Google • Que faire ?) (consulté le 7 mai 2013) - Ibn Sa'd, Kitab al-tabaqat al-kabir, Volume 2 |
| 16  | Assassinat de Ka'b ibn al-Ashraf                          | Septembre 624            | Selon Ibn Ishaq, Mahomet ordonna à ses disciples de tuer Ka'b parce qu'il "était allé à la Mecque après Badr et s'est indigné contre Mahomet. Il rédigea aussi des versets dans lesquels il regrettait les victimes de Quraysh qui avaient été tuées à Badr. Peu après il retourna à Médine et rédigea des versets d'amour d'une nature insultante vis-à-vis de la femme musulmane",. | - Ka'b ibn al-Ashraf assassiné | - Sahih al-Bukhari « 5:59:369 »(Archive.org • Wikiwix • Archive.is • Google • Que faire ?) (consulté le 7 mai 2013), Sahih Muslim « 19:4436 »(Archive.org • Wikiwix • Archive.is • Google • Que faire ?) (consulté le 7 mai 2013) |
| 17  | Invasion de Bahran                                        | 624                      | Faire le raid sur la tribu de Banu Sulaym, aucune raison donnée dans les sources primaires (Probablement une suite de la guerre précédente) | - Aucune | - Ibn Hichâm & Ibn Ishaq, Sirat Rasul Allah |
| 18  | Raid sur la caravane Nejd                                 | 624                      | Intercepter et prendre possession de la caravane Quraysh et de sa marchandise | - 3 capturés par des musulmans (y compris le guide)                                                                                           | - Sahih al-Bukhari « 5:59:627 »(Archive.org • Wikiwix • Archive.is • Google • Que faire ?) (consulté le 7 mai 2013), Sahih Muslim « 19:4330 »(Archive.org • Wikiwix • Archive.is • Google • Que faire ?) (consulté le 7 mai 2013), Sunan Abi Dawood « 14:2672 »(Archive.org • Wikiwix • Archive.is • Google • Que faire ?) (consulté le 7 mai 2013) - Ibn Hichâm, Sirat Rasul Allah - Tabari, volume 7, The foundation of the community |
| 19  | Expédition d'Abdullah ibn 'Atik                           | Décembre 624             | Tuer Abu Rafi' ibn Abi Al-Huqaiq pour s'être moqué de Mahomet avec sa poésie et pour avoir aidé les troupes de la Confédération en leur procurant de l'argent et des provisions | - Abu Rafi assassiné | - Sahih al-Bukhari « 4:52:264 »(Archive.org • Wikiwix • Archive.is • Google • Que faire ?) (consulté le 7 mai 2013), Sahih al-Bukhari « 5:59:370 »(Archive.org • Wikiwix • Archive.is • Google • Que faire ?) (consulté le 7 mai 2013), Sahih al-Bukhari « 5:59:371 »(Archive.org • Wikiwix • Archive.is • Google • Que faire ?) (consulté le 7 mai 2013), Sahih al-Bukhari « 5:59:372 »(Archive.org • Wikiwix • Archive.is • Google • Que faire ?) (consulté le 7 mai 2013) et plus - Ibn Hichâm et Ibn Ishaq, Sirat Rasul Allah - Tabari, Volume 7, The foundation of the community |
| 20  | Bataille de Uhud                                          | 23 mars 625,             | Se défendre contre l'attaque Quraysh | - Musulmans: 70 tués - Non-musulmans: 22 ou 37 tués                                                                                           | - Le Coran, « Le Butin », VIII, 36, (ar) الأنفال, Le Coran, « La Famille d’Imran », III, 122, (ar) آل عمران, Le Coran, « La Famille d’Imran », III, 167, (ar) آل عمران - Sahih al-Bukhari, Musnad Ahmad ibn Hanbal |
| 21  | Bataille d'Hamra al-Assad                                 | Mars 625                 | Empêcher l'attaque des Quraych sur les troupes musulmanes affaiblies | - Musulmans : 2 espions tués - Quraych : 3 décapités, 3 capturés                                                                              | - Le Coran, « La Famille d’Imran », III, 173, (ar) آل عمران, Le Coran, « La Famille d’Imran », III, 174, (ar) آل عمران - Ibn Hichâm & Ibn Ishaq, Sirat Rasul Allah |
| 22  | Expédition de Qatan                                       | Juin 625                 | Attaquer la tribu Banu Asad bin Khuzaymah après avoir reçu des informations selon lesquelles ils seraient en train de planifier une attaque sur Médine | - 3 capturés par des musulmans | - Sahih Muslim « 19:4330 »(Archive.org • Wikiwix • Archive.is • Google • Que faire ?) (consulté le 7 mai 2013), Sahih al-Bukhari « 5:59:627 »(Archive.org • Wikiwix • Archive.is • Google • Que faire ?) (consulté le 7 mai 2013) et plus - Ibn Sa'd, Kitab al-tabaqat al-kabir, Volume 2 |
| 23  | Expédition de Abdullah Ibn Unais                          | 625                      | Tuer Khalid bin Sufyan, parce qu'il y avait des rapports selon lesquels il préparait une attaque sur Médine et qu'il incitait les gens de Nakhla ou Uranah à combattre les musulmans | - Khalid ibn Sufyan assassiné | - Musnad Ahmad 3:496 - Abi Dawood, livre 2 no.1244 - Ibn Hichâm, Sirat Rasul Allah - Tabari, Volume 9, The last years of the Prophet, |
| 24  | Expédition de Al Raji                                     | 625                      | Certains hommes ont proposé que Mahomet envoie des instructeurs pour leur enseigner l'Islam, mais les hommes étaient soudoyés par les deux tribus de Khuzaymah qui voulaient vengeance pour l'assassinat of Khalid bin Sufyan par des disciples de Mahomet | - 8 ou 10 musulmans tués | - Sahih Muslim « 4:1442 »(Archive.org • Wikiwix • Archive.is • Google • Que faire ?) (consulté le 7 mai 2013), Sahih al-Bukhari - Ibn Hichâm, Sirat Rasul Allah - Ibn Sa'd, Kitab al-tabaqat al-kabir, Volume 2 |
| 25  | La Mission de Amr bin Umayyah al-Damri                    | 627                      | Amr bin Umayyah al-Damri envoyé pour assassiner Abu Sufyan | - 3 polythéistes tués par des musulmans | - Tabari, volume 7, The foundation of the community |
| 26  | Expédition de Bir Maona                                   | Juillet 625              | Mahomet envoie des missionnaires à la demande de la tribu de Banu Amir, mais les musulmans sont tués en guise de revanche pour l'assassinat de Khalid bin Sufyan par des disciples de Mahomet | - 70 musulmans tués | - Coran 3:169-173 - Ibn Hichâm, Sirat Rasul Allah - Sahih al-Bukhari « 5:59:405 »(Archive.org • Wikiwix • Archive.is • Google • Que faire ?) (consulté le 7 mai 2013), Sahih Muslim « 4:1433 »(Archive.org • Wikiwix • Archive.is • Google • Que faire ?) (consulté le 7 mai 2013) |
| 27  | Invasion de Banu Nadir                                    | Août 625                 | Des étudiants musulmans (comme Mubarakpuri) estiment que, les Banu Nadir furent attaqués parce que l'ange Gabriel a dit à Mahomet que certains des Banu Nadir voulaient l'assassiner. Watt affirme que c'était en réponse à la critique de la tribu envers Mahomet et doute qu'ils voulaient assassiner Mahomet. Il dit "C'est possible que l'allégation ne soit qu'une simple excuse pour justifier l'attaque". | - Inconnue | - Coran chapitre 59, et Le Coran, « La Vache », II, 256, (ar) البقرة - Sunan Abi Dawood « 14:2676 »(Archive.org • Wikiwix • Archive.is • Google • Que faire ?) (consulté le 7 mai 2013) - Sahih al-Bukhari « 3:39:519 »(Archive.org • Wikiwix • Archive.is • Google • Que faire ?) (consulté le 7 mai 2013) - Ibn Hichâm, Sirat Rasul Allah - Tabari, Volume 9, The last years of the Prophet |
| 28  | Expédition de Dhat al-Riqa                                | Octobre 625 or 627       | Attaquer la tribu Banu Ghatafan, parce qu'il a reçu des nouvelles selon lesquelles ils se rassemblaient à Dhat al-Riqa avec un objectif suspect | - Plusieurs femmes capturées par des musulmans                                                                                                | - Coran 4:101 et 5:11 - Sahih Muslim « 4:1830 »(Archive.org • Wikiwix • Archive.is • Google • Que faire ?) (consulté le 7 mai 2013) - Tabari, Volume 7, The foundation of the community |
| 29  | Invasion de Badr                                          | Janvier 626 or Mars 625, | Attaquer les Quraysh dirigés par Abu Sufyan, les deux parties se préparaient pour s'affronter à Badr | - Aucune, l'ennemi s'est sauvé | - Coran 3:173-176, - Sahih al-Bukhari « 5:59:627 »(Archive.org • Wikiwix • Archive.is • Google • Que faire ?) (consulté le 7 mai 2013) - Ibn Hichâm, Sirat Rasul Allah |
| 30  | Invasion de Dumatul Jandal                                | Juillet 626              | Envahir Duma, parce que Mahomet a reçu des informations selon lesquelles certaines tribus qui s'y trouvaient étaient impliquées dans des opérations de grand banditisme et planifiaient d'attaquer Médine | - Aucune, la tribu de Ghatafan s'est échappée                                                                                                 | - Ibn Hichâm & Ibn Ishaq, Sirat Rasul Allah - Ibn Sa'd, Kitab al-tabaqat al-kabir, Volume 2 |
| 31  | Bataille de la Tranchée                                   | Février 627              | Mahomet ordonne aux musulmans de défendre Médine de toute attaque, après que les tribus Banu Nadir et Banu Qaynuqa ont formé une alliance avec les Quraysh afin de l'attaquer en guise de revanche pour avoir été chassées de Médine, | - Musulmans: Pertes humaines légères - Non-musulmans: pertes humaines extrêmement sévères                                                     | - Coran 33:10-13, Le Coran, « La Famille d’Imran », III, 22, (ar) آل عمران - Sahih al-Bukhari 5:59:435, Sahih Muslim « 31:4940 »(Archive.org • Wikiwix • Archive.is • Google • Que faire ?) (consulté le 7 mai 2013) et plus - Ibn Hichâm, Sirat Rasul Allah - Ibn Sa'd, Kitab al-tabaqat al-kabir, Volume 2 |
| 32  | Invasion de Banu Qurayza                                  | Février–mars 627         | Attaquer Banu Qurayza parce que selon la tradition musulmane il lui a été demandé d'agir ainsi par l'ange Gabriel,. Al-Waqidi estime que Mahomet avait un accord avec la tribu qui fut déchiré. Stillman (en) et Watt réfutent l'authenticité de al-Waqidi. Al-Waqidi a été régulièrement critiqué par les écrivains musulmans, qui estiment qu'il est peu fiable,. | - Musulmans : 2 tués - Non-musulmans : 1. 600-900 décapités (Tabari, Ibn Hisham) , 2. Tous les hommes et 1 femme décapités (Sunni Hadith),    | - Le Coran, « Les Confédérés », XXXIII, 26, (ar) الأحزاب, Coran 33:09 & 33:10, - Sunan Abi Dawood « 38:4390 »(Archive.org • Wikiwix • Archive.is • Google • Que faire ?) (consulté le 7 mai 2013) - Sahih al-Bukhari « 4:52:68 »(Archive.org • Wikiwix • Archive.is • Google • Que faire ?) (consulté le 7 mai 2013), Sahih al-Bukhari « 4:57:66 »(Archive.org • Wikiwix • Archive.is • Google • Que faire ?) (consulté le 7 mai 2013) et plus - Tabari, Volume 8, Victory of Islam                                                                                                   |
| 33  | Expédition de Muhammad ibn Maslamah                       | Juin 627                 | Attaquer Bani Bakr sept pour le butin/les bénéfices, | - 10 tués, 1 capturé par des musulmans, | - Sahih Muslim « 19:4361 »(Archive.org • Wikiwix • Archive.is • Google • Que faire ?) (consulté le 7 mai 2013), Sahih al-Bukhari « 5:59:658 »(Archive.org • Wikiwix • Archive.is • Google • Que faire ?) (consulté le 7 mai 2013) - Ibn Sa'd, Kitab al-tabaqat al-kabir, Volume 2 |
| 34  | Expédition d'Ukasha bin Al-Mihsan                         | 627                      | Attaquer la tribu Banu Assad bin Qhuzayma pour prendre possession du butin/bénéfices, | - Aucune, la tribu Banu Asad s'est échappée                                                                                                   | - Ibn Sa'd, Kitab al-tabaqat al-kabir, volume 2 |
| 35  | Premier Raid sur Banu Thalabah                            | Août 627,                | Attaquer la tribu Banu Thalabah, parce qu'il suspectait qu'ils seraient en train de tenter de voler ses chameaux | - 9 Musulmans tués | - Ibn Sa'd, Kitab al-tabaqat al-kabir, Volume 2 |
| 36  | Deuxième Raid sur Banu Thalabah                           | Août 627,                | Attaquer la tribu Banu Thalabah, en guise de revanche pour le 1er raid sans succès sur eux au cours duquel 9 musulmans ont péri | - 1 homme blessé capturé par des musulmans | - Tabari, volume 9, The last years of the Prophet |
| 37  | Invasion de Banu Lahyan                                   | Septembre 627,           | Attaquer la tribu Banu Lahyan en guise de revanche pour la perte de 10 musulmans in l'Expédition of Al Raji | - Aucune, la tribu Banu Lahyan s'est échappée                                                                                                 | - Sahih Muslim « 20:4672 »(Archive.org • Wikiwix • Archive.is • Google • Que faire ?) (consulté le 7 mai 2013) - Ibn Sa'd, Kitab al-tabaqat al-kabir, Volume 2 |
| 38  | Raid sur al-Ghabah                                        | 627                      | Aucun ordre donné par Mahomet, Amr ibn al-Akwa attaque Uyanah bin Hisn Al-Fazari après l'avoir aperçu s'échapper avec 20 des chameaux de Mahomet | - 1 berger musulman tué, et sa femme capturée                                                                                                 | - Ibn Sa'd, Kitab al-tabaqat al-kabir, Volume 2 |
| 39  | Expédition de Dhu Qarad                                   | Septembre 627,           | Pour attaquer un groupe d'hommes dirigés par Uyanah bin Hisn Al-Fazari, qui a lancé un raid sur les banlieues de Médine; et s'est emparé de 20 des chameaux laitiers de Mahomet | - Musulmans: 4 tués - Non-Musulmans: 4 tués                                                                                                   | - Sahih Muslim « 19:4450 »(Archive.org • Wikiwix • Archive.is • Google • Que faire ?) (consulté le 7 mai 2013) - Ibn Sa'd, Kitab al-tabaqat al-kabir, Volume 2 |
| 40  | Expédition de Zaid ibn Haritha (Al-Jumum)                 | 627                      | Pour lancer un raid sur al-Jumum et s'emparer du butin/bénéfices | - Quelques-uns capturés par des musulmans | - Ibn Sa'd, Kitab al-tabaqat al-kabir, Volume 2 |
| 41  | Expédition de Zaid ibn Haritha (Al-Is)                    | Septembre 627            | Attaquer la caravane Quraysh et piller leur chameaux, | - Plusieurs capturés par des Musulmans, | - Ibn Sa'd, Kitab al-tabaqat al-kabir, volume 2 |
| 42  | Troisième raid sur Banu Thalabah                          | 627                      | Pour faire un raid sur Banu Thalabah et s'emparer de leur chameaux comme butin | - Aucune, la tribu Banu Thalabah s'est échappée                                                                                               | - Ibn Sa'd, Kitab al-tabaqat al-kabir, Volume 2 |
| 43  | Expédition de Zaid ibn Haritha (Hisma)                    | Octobre 627              | Attaquer les voleurs qui ont pris le représentant de Mahomet, Dhiyah bin Khalifah al-Kalbi | - Pertes humaines sévères infligées, 100 femmes et garçons capturés par des musulmans                                                         | - Sahih al-Bukhari « 2:52:191 »(Archive.org • Wikiwix • Archive.is • Google • Que faire ?) (consulté le 7 mai 2013) - Ibn Sa'd, Kitab al-tabaqat al-kabir, volume 2 |
| 44  | Expédition de Zaid ibn Haritha (Wadi al-Qura)             | Décembre 627             | Faire des enquêtes dans la région et pour surveiller les mouvements des ennemis de Mahomet | - 9 Musulmans tués, | - Ibn Sa'd, Kitab al-tabaqat al-kabir, volume 2 |
| 45  | Invasion de Banu Mustaliq                                 | Décembre 627             | Attaquer Banu Mustaliq parce que Mahomet a entendu certaines rumeurs selon lesquelles les Banu Mustaliq planifiaient de l'attaquer. Les Banu Mustaliq pensaient également que Mahomet s'apprêtait à les attaquer, les deux parties ont envoyé des espions pour confirmer les rumeurs, mais l'espion Banu Mustaliq fut tué par des Musulmans, et ensuite Mahomet dit à ses disciples de se préparer pour la guerre | - Musulmans : 1 tué (friendly fire) - Non-Musulmans : 10 tués, 200 familles prises en captivité,                                              | - Sahih al-Bukhari « 76:1:422 »(Archive.org • Wikiwix • Archive.is • Google • Que faire ?) (consulté le 7 mai 2013) - Sahih Muslim « 19:4292 »(Archive.org • Wikiwix • Archive.is • Google • Que faire ?) (consulté le 7 mai 2013) - Ibn Hichâm & Ibn Ishaq, Sirat Rasul Allah |
| 46  | Expédition d'Abdur Rahman bin Auf                         | Décembre 627             | 700 hommes envoyés pour imposer au roi Chrétien Al-Asbagh et à son peuple de se convertir à Islam en 3 jours ou payer Jizyah, | - Aucune | - Ibn Hichâm & Ibn Ishaq, Sirat Rasul Allah |
| 47  | Expédition de Fidak                                       | 627                      | Attaquer la tribu Bani Sa‘d bin Bakr, parce que Mahomet a reçu des informations selon lesquelles ils planifiaient d'aider les Juifs de Khaybar | - 1 capturé par les Musulmans, le reste de la tribu s'est échappé                                                                             | - Ibn Sa'd, Kitab al-tabaqat al-kabir, Volume 2 |
| 48  | Deuxième Expédition de Wadi al-Qura                       | Janvier 628              | Faire le raid sur les habitants de Wadi al-Qura en guise de revanche, parce qu'un certain nombre de Musulmans furent tués lorsqu'ils avaient tenté d'attaquer les habitants précédemment, mais avaient échoué | - 30 cavaliers, et 1 femme tués par des Musulmans - Plusieurs capturés par des Musulmans                                                      | - Sahih Muslim « 19:4345 »(Archive.org • Wikiwix • Archive.is • Google • Que faire ?) (consulté le 7 mai 2013) - Tabari, volume 8, History of Islam |
| 49  | Expédition de Kurz bin Jabir Al-Fihri                     | Février 628              | Capturer huit hommes qui sont venus vers lui afin de se convertir à l'Islam, mais ensuite ont tué un musulman et sont partis avec les chameaux de Mahomet | - Musulmans : 1 tué - Non-musulmans : 8 torturés à mort,                                                                                      | - Coran 5:33-39, - Sahih al-Bukhari « 1:4:234 »(Archive.org • Wikiwix • Archive.is • Google • Que faire ?) (consulté le 7 mai 2013), Sahih al-Bukhari « 5:59:505 »(Archive.org • Wikiwix • Archive.is • Google • Que faire ?) (consulté le 7 mai 2013), Sahih al-Bukhari « 7:71:623 »(Archive.org • Wikiwix • Archive.is • Google • Que faire ?) (consulté le 7 mai 2013) et plus |
| 50  | Expédition de Abdullah ibn Rawaha                         | Février 628              | Tuer Al-Yusayr ibn Rizam parce que Mahomet a appris que son groupe préparait de l'attaquer, | - 30 tués par des Musulmans, | - Tirmidhi no. 3923 - Ibn Hichâm & Ibn Ishaq, Sirat Rasul Allah |
| 51  | Traité d'Houdaybiya                                       | Mars 628                 | Marcher sur Mecque pour performer le pèlerinage obligatoire (Umrah) | - Aucune | - Le Coran, « La Victoire », XLVIII, 24, (ar) الفتح, Le Coran, « La Victoire », XLVIII, 18, (ar) الفتح - Ibn Sa'd, Kitab al-tabaqat al-kabir, volume 2 |
| 52  | Conquête de Fidak                                         | Mai 628                  | Pour obliger les Juifs de Fidak à remettre leurs propriétés et leur richesse (accepter ces conditions) ou être attaqués | - Aucune | - Le Coran, « L’Émigration », LIX, 6, (ar) الحشر,Le Coran, « L’Émigration », LIX, 7, (ar) الحشر - Sahih Muslim « 19:2961 »(Archive.org • Wikiwix • Archive.is • Google • Que faire ?) (consulté le 7 mai 2013) - Sunan Abi Dawood, Musnad Ahmad ibn Hanbal |
| 53  | Bataille de Khaybar                                       | Mai-juin 628             | Pour attaquer les Juifs de Khaybar pour du butin à distribuer à ses disciples qui avaient récemment été déçus par ses promesses (selon Watt) | - Musulmans : 16-18 tués - Juifs : 93 tués | - Le Coran, « La Victoire », XLVIII, 15, (ar) الفتح, Le Coran, « La Victoire », XLVIII, 20, (ar) الفتح - Sahih al-Bukhari - Sahih Muslim « 19:4450 »(Archive.org • Wikiwix • Archive.is • Google • Que faire ?) (consulté le 7 mai 2013) |
| 54  | Troisième expédition de Wadi al Qura                      | Mai 628                  | Attaquer les Juifs de Wadi al Qura pour prendre possession de leur territoire | - Musulmans: 1 tué - Juifs: 11 tués | - Al-Muwatta « 21:13:25 »(Archive.org • Wikiwix • Archive.is • Google • Que faire ?) (consulté le 7 mai 2013) - Tabari, Volume 9, The last years of the Prophet |
| 55  | Expédition de Umar ibn al-Khatab                          | Décembre 628             | Attaquer Banu Hawazin pour du butin | - Aucune, la tribu s'est échappée | - Ibn Sa'd, Kitab al-tabaqat al-kabir, Volume 2 |
| 56  | Expédition de Abu Bakr As-Siddiq                          | Décembre 628             | Attaquer la tribu Banu Kilab | - Plusieurs tués (at least 7 families killed) par des Musulmans                                                                               | - Sunan Abi Dawood « 14:2632 »(Archive.org • Wikiwix • Archive.is • Google • Que faire ?) (consulté le 7 mai 2013) - Ibn Sa'd, Kitab al-tabaqat al-kabir, Volume 2 |
| 57  | Expédition de Bashir Ibn Sa'd al-Ansari (Fadak)           | Décembre 628             | Attaquer la tribu Banu Murrah pour s'emparer du butin, | - Musulmans : 29 tués, Bashir blessé - Non-musulmans : un grand nombre de personnes tuées                                                     | - Ibn Sa'd, Kitab al-tabaqat al-kabir, Volume 2 |
| 58  | Expédition de Ghalib ibn Abdullah al-Laithi (Mayfah)      | Janvier 629              | Attaquer les tribus Banu ‘Awâl et Banu Thalabah pour s'emparer du butin (chameaux et troupeau) | - Certains tués par des Musulmans | - Sahih al-Bukhari « 5:59:568 »(Archive.org • Wikiwix • Archive.is • Google • Que faire ?) (consulté le 7 mai 2013) - Ibn Sa'd, Kitab al-tabaqat al-kabir, Volume 2 - Tabari, Volume 8, History of Islam |
| 59  | Expédition de Ghalib ibn Abdullah al-Laithi (Fadak)       | Mai 629                  | Attaquer les Banu Murrah en guise de revanche pour la tuerie des Musulmans au cours d'une raid à échec entreprise par des Musulmans | - Tous ceux qui étaient rentrés en contact avec des Musulmans furent tués                                                                     | - Ibn Sa'd, Kitab al-tabaqat al-kabir, Volume 2 |
| 60  | Expédition de Bashir Ibn Sa'd al-Ansari (Yemen)           | Février 629              | Attaquer un grand groupe de polythéistes que Mahomet croyait se rassembler afin de lancer un raid sur les banlieues de Médine | - 1 tué, 2 capturés par des musulmans | - Ibn Sa'd, Kitab al-tabaqat al-kabir, Volume 2 |
| 61  | Expédition de Ibn Abi Al-Awja Al-Sulami                   | Avril 629                | 50 hommes envoyés pour exiger l'allégeance de la tribu de Banu Sualym à l'Islam | - Musulmans: La plupart tués - Non-Musulmans: La plupart tués 2 captured                                                                      | - Ibn Sa'd, Kitab al-tabaqat al-kabir, Volume 2 |
| 62  | Expédition de Ghalib ibn Abdullah al-Laithi (Al-Kadid)    | Mai 629                  | Pour lancer un raid sur la tribu Banu al-Mulawwih pour du butin, | - Un nombre important tués, et 1 capturé par des Musulmans                                                                                    | - Sunan Abi Dawood « 14:2672 »(Archive.org • Wikiwix • Archive.is • Google • Que faire ?) (consulté le 7 mai 2013) - Ibn Sa'd, Kitab al-tabaqat al-kabir, volume 2 |
| 63  | Raid sur Banu Layth                                       | Juin 629                 | Attaquer Banu Layth, des chameaux pillés | - N/A | - N/A |
| 64  | Expédition de Shuja ibn Wahb al-Asadi                     | Juin 629                 | Faire un raid sur la tribu Banu Amir pour piller les chameaux comme butin, | - Inconnue | - Ibn Sa'd, Kitab al-tabaqat al-kabir, volume 2 |
| 65  | Expédition de Ka'b ibn 'Umair al-Ghifari                  | Juin 629                 | Attaquer la tribu Banu Quda‘a parce que Mahomet avait reçu des informations selon lesquelles ils avaient rassemblé un important nombre d'hommes dans le but d'attaquer les positions musulmanes | - 14 musulmans tués, 1 blessé | - Ibn Sa'd, Kitab al-tabaqat al-kabir, Volume 2 |
| 66  | Bataille de Mu'tah                                        | Août 629                 | Faire un raid sur les habitants de Mut'ah, parce qu'un des messagers de Mahomet fut tué par le chef de Ma'ab or Mu'tah | - Musulmans: 12 tués - Non-Musulmans: Inconnu                                                                                                 | - Le Coran, « Marie », XIX, 71, (ar) مريم - Sahih al-Bukhari « 5:59:565 »(Archive.org • Wikiwix • Archive.is • Google • Que faire ?) (consulté le 7 mai 2013), Sahih al-Bukhari « 5:59:565 »(Archive.org • Wikiwix • Archive.is • Google • Que faire ?) (consulté le 7 mai 2013) |
| 67  | Expédition de Amr ibn al-As                               | Septembre 629            | Pour soumettre la tribu Banu Qudah, et inciter les tribus amies à Mahomet à les attaquer, en raison d'une rumeur selon laquelle les Banu Qudah se préparaient à attaquer Médine et pour consolider le prestige musulman, | - Aucune, la tribu Qudah tribe s'est échappée                                                                                                 | - Sahih al-Bukhari « 5:59:644 »(Archive.org • Wikiwix • Archive.is • Google • Que faire ?) (consulté le 7 mai 2013) - Ibn Sa'd, Kitab al-tabaqat al-kabir, Volume 2 |
| 68  | Expédition de Abu Ubaidah ibn al Jarrah                   | Octobre 629              | Attaquer la tribu de Juhaynah et lancer un raid sur une caravane, | - Aucune, la caravane s'est échappée | - Sahih al-Bukhari « 3:44:663 »(Archive.org • Wikiwix • Archive.is • Google • Que faire ?) (consulté le 7 mai 2013), Sahih Muslim « 21:4757 »(Archive.org • Wikiwix • Archive.is • Google • Que faire ?) (consulté le 7 mai 2013) - Ibn Sa'd, Kitab al-tabaqat al-kabir, Volume 2 |
| 69  | Expédition de Abi Hadrad al-Aslami                        | 629,                     | Pour tuer Rifa'ah bin Qays, parce que Mahomet a entendu qu'ils incitaient apparemment les gens de Qais à le combattre | - 1 décapité, 4 femmes capturées par des Musulmans                                                                                            | - Ibn Hichâm et Ibn Ishaq, Sirat Rasul Allah - Tabari, Volume 8, History of Islam |
| 70  | Expédition d'Abu Qatadah ibn Rab'i al-Ansari              | Novembre ou Dec 629      | Attaquer la tribu Ghatafan parce qu'il a entendu qu'ils étaient en train de rassembler des troupes et qu'ils étaient toujours en dehors du ‘domaine de l'Islam' | - Quelques-uns tués, certains capturés par des musulmans                                                                                      | - Ibn Sa'd, Kitab al-tabaqat al-kabir, volume 2 |
| 71  | Expédition de Abu Qatadah ibn Rab'i al-Ansari (Batn Edam) | Décembre 629             | Pour détourner l'attention de son intention d'attaquer la Mecque, il envoya 8 hommes pour attaquer une caravane passant à travers Edam | - 1 Musulman tués par des Musulmans, | - Le Coran, « Les Femmes », IV, 94, (ar) النساء - Sahih Muslim « 43:7176 »(Archive.org • Wikiwix • Archive.is • Google • Que faire ?) (consulté le 7 mai 2013) - Ibn Sa'd, Kitab al-tabaqat al-kabir, Volume 2 |
| 72  | Conquête de La Mecque                                     | Décembre 629             | Pour conquérir la Mecque | - 5 tués par des musulmans: 1. Abdullah b. Khatal 2. Fartana (fille esclave) 3. Huwayrith b. Nafidh 4. Miqyas b. Subabah 5. Harith b. Talatil | - Coran 12:91-92, Le Coran, « Saba », XXXIV, 49, (ar) سبأ, Le Coran, « Les Appartements », XLIX, 13, (ar) الحجرات - Sahih al-Bukhari « 5:59:582 »(Archive.org • Wikiwix • Archive.is • Google • Que faire ?) (consulté le 7 mai 2013), Sunan Abi Dawood « 14:2678 »(Archive.org • Wikiwix • Archive.is • Google • Que faire ?) (consulté le 7 mai 2013) et plus - Ibn Sa'd, Kitab al-tabaqat al-kabir, volume 2 |
| 73  | Expédition de Khalid ibn al-Walid (Nakhla)                | Décembre 629             | Pour détruire al-Uzza parce que Mahomet exigeait "la soumission des tribus environnantes" et voulait se débarrasser des "symboles rappelant les pratiques préislamiques" | - 1 femme tuée par Khalid ibn Walid | - Al-Sunan al-Sughra - Al-Kalbi, The Book of Idols |
| 74  | Raid de Amr ibn al-As                                     | Décembre 629             | Pour détruire Suwa parce que Mahomet voulait "la soumission des tribus voisines" et voulait se débarrasser des "symboles rappelant les pratiques préislamiques " | - Aucune | - Ibn Sa'd, Kitab al-tabaqat al-kabir, Volume 2 |
| 75  | Raid de Sa'd ibn Zaid al-Ashhali                          | Décembre 629             | Pour détruire Manat parce que Mahomet voulait "la soumission des tribus voisines " et voulait se débarrasser des "symboles rappelant les pratiques préislamiques " | - 1 femme tuée par des Musulmans | - Ibn Sa'd, Kitab al-tabaqat al-kabir, Volume 2 - Al-Kalbi, The Book of Idols |
| 76  | Expédition de Khalid ibn al-Walid (Banu Jadhimah)         | Janvier 630              | Convier la tribu Banu Jadhimah à l'Islam | - Toute la tribu faite prisonnière, une partie exécutée,                                                                                      | - Sahih al-Bukhari « 5:59:628 »(Archive.org • Wikiwix • Archive.is • Google • Que faire ?) (consulté le 7 mai 2013) - Ibn Hichâm & Ibn Ishaq, Sirat Rasul Allah - Ibn Sa'd, Kitab al-tabaqat al-kabir, Volume 2 |
| 77  | Bataille de Hunayn                                        | Janvier 630              | Pour attaquer les gens de Hawazin et Thaqif pour avoir refusé de se livrer à Muhammad et de se soumettre à l'Islam parce que "ils pensaient qu'ils étaient trop supérieurs pour accepter ou se livrer" après la Conquête de la Mecque | - Musulmans: 5 tués - Non-Musulmans: 70 tués, 6000 femmes et enfants capturés                                                                 | - Le Coran, « L’Immunité ou le Repentir », IX, 25, (ar) التوبة, Le Coran, « L’Immunité ou le Repentir », IX, 26, (ar) التوبة - Sahih al-Bukhari « 4:53:370 »(Archive.org • Wikiwix • Archive.is • Google • Que faire ?) (consulté le 7 mai 2013), Al-Muwatta « 21:10:19 »(Archive.org • Wikiwix • Archive.is • Google • Que faire ?) (consulté le 7 mai 2013) |
| 78  | Expédition de At-Tufail ibn 'Amr Ad-Dausi                 | Janvier 630              | Détruire l'idole Yaguth et pour obtenir l'allégeance de la tribu Banu Daws à l'Islam pour qu'ils lui prêtent des catapultes à utiliser au cours du siège de Ta'if | - Aucune | - Ibn Sa'd, Kitab al-tabaqat al-kabir, Volume 2 |
| 79  | Bataille d'Autas                                          | 630                      | Défendre contre une attaque d'une union de tribus qui ont formé une alliance pour l'attaquer. Washington Irving estime que les tribus étaient opposées à Mahomet et voulaient l'attaquer parce qu'il répandait l'Islam par l'épée, et parce que les tribus avaient peur que Mahomet ne les attaque malgré tout, en guise de revanche | - Ennemi vaincu, plusieurs tués par des Musulmans,                                                                                            | - Le Coran, « Les Femmes », IV, 24, (ar) النساء - Sahih Muslim « 8:3432 »(Archive.org • Wikiwix • Archive.is • Google • Que faire ?) (consulté le 7 mai 2013), Sahih al-Bukhari « 5:59:612 »(Archive.org • Wikiwix • Archive.is • Google • Que faire ?) (consulté le 7 mai 2013) et plus - Ibn Sa'd, Kitab al-tabaqat al-kabir, Volume 2 |
| 80  | Expédition d'Abu Amir Al-Ashari                           | Janvier 630              | Chasser les ennemis qui se sont enfuis à la suite de la bataille de Hunayn | - Musulmans : 1 tué - Non-musulmans: 9 tués                                                                                                   | - Sahih al-Bukhari « 5:59:612 »(Archive.org • Wikiwix • Archive.is • Google • Que faire ?) (consulté le 7 mai 2013), Sahih Muslim « 3:6092 »(Archive.org • Wikiwix • Archive.is • Google • Que faire ?) (consulté le 7 mai 2013) - Tabari, Volume 9, The last years of the Prophet |
| 81  | Expédition d'Abu Musa Al-Ashari                           | Janvier 630              | Chasser les ennemis qui se sont enfuis à la suite de la bataille de Hunayn | - Au moins 1 tué, hommes, femmes et enfants pris comme captifs par des musulmans                                                              | - Sahih al-Bukhari « 5:59:612 »(Archive.org • Wikiwix • Archive.is • Google • Que faire ?) (consulté le 7 mai 2013) - Tabari, Volume 9, The last years of the Prophet |
| 82  | Siège de Ta'if                                            | Janvier 630              | Attaquer les ennemis qui se sont enfuis à la suite de la bataille de Hunayn et qui ont trouvé refuge dans la forteresse de Taif | - Musulmans : 12 tués - Non-musulmans : inconnue                                                                                              | - Sahih al-Bukhari « 5:59:615 »(Archive.org • Wikiwix • Archive.is • Google • Que faire ?) (consulté le 7 mai 2013), Sahih al-Bukhari « 9:93:572 »(Archive.org • Wikiwix • Archive.is • Google • Que faire ?) (consulté le 7 mai 2013) et plus - Ibn Hichâm et Ibn Ishaq, Sirat Rasul Allah |
| 83  | Expédition de Uyainah bin Hisn                            | Avril 630                | Attaquer la tribu musulmane de Banu Tamim pour avoir refusé de payer la taxe (Zakat) | - 11 hommes, 21 femmes et 30 garçons, capturés par des Musulmans                                                                              | - Le Coran, « Les Appartements », XLIX, 1, (ar) الحجرات, - Ibn Sa'd, Kitab al-tabaqat al-kabir, Volume 2 |
| 84  | Expédition de Qutbah ibn Amir                             | Mai 630                  | Attaquer la tribu Banu Khatham pour s'emparer de leur butin, | - Musulmans : plusieurs blessés, certains tués - Non-Musulmans : plusieurs blessés, certains tués, quelques femmes capturées                  | - Ibn Sa'd, Kitab al-tabaqat al-kabir, volume 2 - Sunan Abi Dawood « 14:2639 »(Archive.org • Wikiwix • Archive.is • Google • Que faire ?) (consulté le 7 mai 2013) |
| 85  | Expédition de Dahhak al-Kilabi                            | Juin 630                 | Pour interpeler la tribu Banu Kilab à embrasser l'Islam | - 1 tué par des Musulmans | - Ibn Sa'd, Kitab al-tabaqat al-kabir, volume 2 |
| 86  | Expédition de Alqammah bin Mujazziz                       | Juillet 630              | Attaquer un groupe d'Abyssiniens (Éthiopiens) que Mahomet suspectait d'être des pirates, | - Aucune, les Éthiopiens se sont échappés | - Ibn Sa'd, Kitab al-tabaqat al-kabir, Volume 2 |
| 87  | Troisième Expédition de Dhu Qarad                         | Juillet 630              | Mahomet l'envoya pour prendre revanche à la suite du meurtre du fils d'Abu Dhar Ghifari à al-Ghaba, | - Aucune | - Ibn Sa'd, Kitab al-tabaqat al-kabir, volume 2 |
| 88  | Expédition de Ali ibn Abi Talib                           | Juillet 630              | Détruire al-Qullus, une idole vénérée par les païens | - Plusieurs hommes, femmes et enfants faits captifs par des Musulmans,                                                                        | - Musnad Ahmad ibn Hanbal - Ibn Sa'd, Kitab al-tabaqat al-kabir, Volume 2 |
| 89  | Expédition de Ukasha bin Al-Mihsan (Udhrah et Baliy)      | Juillet 630              | Attaquer les tribus de Udhrah et de Baliy, pas plus de détails, | - Inconnue | - Ibn Sa'd, Kitab al-tabaqat al-kabir, Volume 2 |
| 90  | Bataille de Tabouk                                        | Octobre 630              | Attaquer l'Empire byzantin. Mubarakpuri révèle, la raison était pour venger le meurtre d'un des ambassadeurs de Mahomet par un chef chrétien de al-Balaqa, ce qui entraina la Bataille de Mu'tah. Mubrakpuri révèle que c'était la raison de la bataille de Tabouk également, et il y avait une rumeur selon laquelle Héraclius préparait une attaque sur les Musulmans. William Muir révèle que Héraclius voulait réduire la fréquence des attaques musulmanes telles que l'expédition de Ukasha bin Al-Mihsan contre la tribu Banu Udrah. Une tribu qui s'était alignée sur l'Empire byzantin | - Aucune, aucun ennemi croisé | - Le Coran, « L’Immunité ou le Repentir », IX, 49, (ar) التوبة, Le Coran, « L’Immunité ou le Repentir », IX, 29, (ar) التوبة, Coran 9:42-48, Le Coran, « L’Immunité ou le Repentir », IX, 81, (ar) التوبة - Sahih al-Bukhari « 5:59:702 »(Archive.org • Wikiwix • Archive.is • Google • Que faire ?) (consulté le 7 mai 2013), Sahih al-Bukhari « 6:60:199 »(Archive.org • Wikiwix • Archive.is • Google • Que faire ?) (consulté le 7 mai 2013) et plus |
| 91  | Expédition de Khalid ibn al-Walid (Dumatul Jandal)        | Octobre 630              | Attaquer le prince Chrétien de Duma. | - 1 tué, 2 faits captifs | - Sunan Abi Dawood « 19:3031 »(Archive.org • Wikiwix • Archive.is • Google • Que faire ?) (consulté le 7 mai 2013) - Ibn Sa'd, Kitab al-tabaqat al-kabir, volume 2 |
| 92  | Expédition de Abu Sufyan ibn Harb                         | 630                      | Pour démolir l'idole al-Lat | - Inconnue | - Le Coran, « Le Voyage nocturne », XVII, 73, (ar) الإسراء - Tabari, volume 9, The last years of the Prophet |
| 93  | Démolition de Masjid al-Dirar                             | 630                      | Démolir une mosquée pour avoir aidé l'opposition | - Aucune (spéculation selon lesquelles des gens auraient été brûlés)                                                                          | - Le Coran, « L’Immunité ou le Repentir », IX, 107, (ar) التوبة - Tabari, Volume 9, The last years of the Prophet |
| 94  | Expédition de Khalid ibn al-Walid (2eme Dumatul Jandal)   | Avril 631,               | Démolir une idole appelée Wadd,, adorée par la tribu Banu Kilab | - Des membres des tribus Banu Abd-Wadd et Banu Amir al-Ajdar tués par des musulmans,                                                          | - Al-Kalbi, The Book of Idols |
| 95  | Expédition de Surad ibn Abdullah                          | Avril 631,               | Ordonna à Surad ibn Abdullah (nouveau converti) de faire la guerre aux tribus non-musulmanes dans son voisinage | - Pertes humaines sévères, des gens de Jurash tués                                                                                            | - Tabari, Volume 9, The last years of the Prophet |
| 96  | Expédition de Khalid ibn al-Walid (Najran)                | Juin 631                 | Interpeler les gens de Najran à embrasser l'islam ou combattre les musulmans | - Aucune, la tribu de Banu Harith s'est rendue et s'est convertie à l'islam                                                                   | - Le Coran, « La Famille d’Imran », III, 61, (ar) آل عمران - Tabari, volume 9, The last years of the Prophet - Hamidullah, Majmu'ah (Original letters of Muhammad) |
| 97  | Expédition de Ali ibn Abi Talib (Mudhij)                  | Décembre 631             | Attaquer la tribu de Banu Nakhla pour les contraindre à se soumettre | - 20 tués par des musulmans. | - Sahih al-Bukhari « 2:24:573 »(Archive.org • Wikiwix • Archive.is • Google • Que faire ?) (consulté le 7 mai 2013) - Tabari, volume 9, The last years of the Prophet |
| 98  | Expédition de Ali ibn Abi Talib (Hamdan)                  | 631                      | Pour interpeler les gens de Hamdan à embrasser l'islam | - Aucune | - Tabari, volume 9, The last years of the Prophet |
| 99  | Démolition de Dhul Khalasa                                | Avril 632                | Démolir le temple de Dhul Khalasa adorée par les tribus Bajila et Khatham, | - 300 tués par des musulmans, | - Sahih al-Bukhari « 5:59:641 »(Archive.org • Wikiwix • Archive.is • Google • Que faire ?) (consulté le 7 mai 2013), Sahih al-Bukhari « 5:59:642 »(Archive.org • Wikiwix • Archive.is • Google • Que faire ?) (consulté le 7 mai 2013), Sahih al-Bukhari « 5:59:643 »(Archive.org • Wikiwix • Archive.is • Google • Que faire ?) (consulté le 7 mai 2013) et plus - Al-Kalbi, The Book of Idols |
| 100 | Expédition de Usama bin Zayd                              | Mai 632                  | Envahir la Palestine et attaquer Moab et Darum | - Population locale « égorgée » par des musulmans, « détruisant, brûlant et faisant autant de captifs qu'ils pouvaient »                      | - Sahih al-Bukhari « 5:59:744 »(Archive.org • Wikiwix • Archive.is • Google • Que faire ?) (consulté le 7 mai 2013), Sahih al-Bukhari « 5:59:745 »(Archive.org • Wikiwix • Archive.is • Google • Que faire ?) (consulté le 7 mai 2013) et plus - Tabari, volume 9, The last years of the Prophet - Tabari, volume 10, Conquest of Arabia |

## Sources Principales
- Saifur Rahman Al Mubarakpuri, When the Moon Split, DarusSalam, 2002, 320 p. (ISBN 978-9960-897-28-8, lire en ligne)
- Saifur Rahman Al Mubarakpuri, The Sealed Nectar, Darussalam Publications, 2005 (lire en ligne). Note: C'est la version gratuite disponible sur Google Books
- Saifur Rahman Al Mubarakpuri, The sealed nectar : biography of the Noble Prophet, Darussalam Publications, 2005, 588 p. (ISBN 978-9960-899-55-8, lire en ligne)
- Imam Muḥammad Ibn ʻAbd al-Wahhāb, Mukhtaṣar zād al-maʻād, Oxford University Press, 1998 (lire en ligne)
- Shawqi Abu Khalil, Atlas of the Prophet's biography : places, nations, landmarks, Dar-us-Salam, 1er mars 2004, 292 p. (ISBN 978-9960-897-71-4, lire en ligne)
- William Muir, The life of Mahomet and history of Islam to the era of the Hegira, Volume 4, Smith, Elder & Co, 1861 (lire en ligne)
- Hussain Haykal, The Life of Mohammed, Islamic Book Trust, 1er juin 2010 (ISBN 978-81-87746-46-1, lire en ligne), p. 477
- (en) Richard A. Gabriel, Muhammad, Islams first general, Norman (Okla.), University of Oklahoma Press, 2008, 255 p. (ISBN 978-0-8061-3860-2, lire en ligne)
- Imam Muḥammad Ibn ʻAbd al-Wahhāb, Mukhtaṣar zād al-maʻād, Darussalam publishers Ltd, 2003, 494 p. (ISBN 978-9960-897-18-9, lire en ligne)